# Matilde Pérez
Matilde Pérez Cerda (7 tháng 12 năm 1916 – 1 tháng 10 năm 2014) là một nghệ sĩ thị giác người Chile chuyên về trường phái nhiếp ảnh động lực.  Bà là người tiên phong trong lĩnh vực nghệ thuật hiện đại, bao gồm trường phái động lực ở Chile.  Những tác phẩm nổi tiếng nhất của bà bao gồm Túnel Cinético (Đường hầm Động lực, năm 1970) và tác phẩm el Friso (1982), ban đầu xây dựng tại Trung tâm thương mại Apumanque, nhưng hiện được đặt tại trường Đại học Talca.

## Tiểu sử
Bà sinh ra ở Santiago, Chile ngày 7 tháng 12 năm 1916.  Bà học ngành nghệ thuật tại trường Đại học Chile. Trong trường Mỹ thuật, bà kết hôn với Gustavo Carrasco Délano. Họ có một con trai là kiến trúc sư Gustavo Carrasco Pérez.
Đầu thập niên 60, bà chuyển đến Paris, Pháp. Tại đó bà bắt đầu quan tâm đến trường phái nhiếp ảnh động lựctrường phái nhiếp ảnh động lực, một trường phái làm nổi bật cách thức di chuyển của sự vật, điểm hình là các tác phẩm của Victor Vasarely.  Tác phẩm của bà cho thấy "thử nghiệm khả năng tạo ra chuyển động ảo thông qua ảo ảnh quang học", và tác phẩm "dựa trên các nghiên cứu về hiệu ứng hình ảnh đối với các hình thức trừu tượng và cách phối màu. Nét sơn cua bà là thành quả của các cuộc nghiên cứu về không gian, đường nét, màu sắc và vật liệu, cho thấy sự khắt khe trong bố cục, kiểm soát màu sắc hợp lý và tôn trọng giá đỡ tác phẩm" 
Trong hai thập niên đầu cảu thế kẻ XXI, Perez tổ chức hơn 50 chương trình nghệ thuật trên toàn thế giới, bao gồm chương trình El Ojo Latino, Colección Luciano Benetton tại Bảo tàng Nghệ thuật Đương đại Santiago (2008), Exposición Arte en América tại trung tâm nghệ thuật Cung điện La Moneda (2010–2011), Mavi la Colección tại Bảo tàng Nghệ thuật Thị giác Santiago (2011), và sự có mặt của bà tại Hội trường Chính thức Bảo tàng Mỹ thuật Quốc gia Chile vào các năm 1939, 1943, 1944, 1947 và 1947.
Năm 2004, bà nhận được giải thưởng Altazor về nghệ thuật quốc gia trong hạng mục Khắc và Vẽ, nhờ tác phẩm Serigrafías.  Năm 2011, bà nhận được một đề cử mới cho hạng mục tương tự trong giải thưởng Acá en la Estructura.  Trong phiên bản năm 2013 của giải thưởng này, bà được đề cử trong hạng mục Sơn. Cũng năm 2013 này, bà nhận được giải thưởng Academia của Học viện Mỹ thuật Chile.
Năm 2012, triển lãm hồi tưởng của bà được tổ chức tại Pinta khi bà 95 tuổi. Đó là triển lãm nghệ thuật Mỹ Latinh hàng năm lớn nhất ở London. Vào thời điểm đó, bà vẫn sáng tạo ra các tác phẩm nghệ thuật mới, mà không có ý định giải nghệ. BBC ca ngợi bà là "một trong những người phụ nữ xứng đáng được hoan nghênh nhất trong thế giới nghệ thuật". Triển lãm lớn cuối cùng trong cuộc đời bà, "Matilde X Matilde, Espacio móvil", bao gồm các bản phác thảo chưa từng được công bố và các tài liệu khác, được tổ chức vào năm 2013.
Matilde Pérez qua đời do ngừng tim ở Santiago, Chile, vào ngày 1 tháng 10 năm 2014, hưởng thọ 97 tuổi.  Lễ tang được tổ chức tại Iglesia San Patricio ở Las Condes. Lễ an táng tại công viên Parque del Recuerdo ở Huechuraba.